# Baba Garage
Pour les articles homonymes, voir Baba et Garage (homonymie).
Baba Garage est une localité du Sénégal, située au centre-ouest du pays, à 120 km à l'est de Dakar, dans le département de Bambey et la région de Diourbel. Elle se trouve dans la région historique du Baol.
C'est le chef-lieu de la communauté rurale de Baba Garage et de l'arrondissement de Baba Garage.
Lors du dernier recensement, la localité comptait 1 845 habitants et 176 ménages
.

## Personnalités nées à Baba Garage
- Assane Diagne, homme politique
- Mandiaye Faye, homme politique